# Мёнсхайм
Мёнсхайм (нем. Mönsheim) — община в Германии, в земле Баден-Вюртемберг. 
Подчиняется административному округу Карлсруэ. Входит в состав района Энц.  Население составляет 2680 человек (на 31 декабря 2010 года). Занимает площадь 16,78 км².